# Rick Barry
Richard Francis Dennis Barry III, mais conhecido por Rick Barry (Elizabeth, New Jersey, 28 de Março de 1944), é um ex-jogador de basquetebol estadunidense. Barry está presente na lista dos 50 maiores jogadores da história da NBA, selecionado oito vezes para o All-star Game, cinco vezes para o time ideal da temporada, campeão com o Golden State Warriors na temporada 1974/75 e ainda teve sua camisa de no. 24 aposentada pela franquia. Ele é também o único jogador que conseguiu liderar em pontos a NCAA, a ABA e a NBA. Em 1987, ele foi induzido ao Naismith Memorial Basketball Hall of Fame.
Barry tornou-se notório também por sua forma peculiar de arremessar lances livres. Conhecido nos EUA como underhand free throw ou jocosamente como granny shot (algo como "arremesso de vovozinha"), no Brasil conhecido como "arremesso lavadeira". Basicamente, Barry fazia o arremesso por baixo, lançando a bola do meio das pernas, de baixo para cima. Apesar de seu estilo incomum de arremesso livre,  ele encerrou sua carreira com o incrível aproveitamento de 90% nos lances livres. Este aproveitamento lhe deixa em 4º no ranking histórico, atrás apenas de Stephen Curry (90,8%), Steve Nash (90,5%) e Mark Price (90,4%).

## Estatísticas na NBA
| † | Campeão da temporada da NBA |
|   | Líder da liga               |

Temporada Regular
| Ano      | Equipe        | PJ  | PT | MPJ  | AP   | 3P   | LL   | RT   | AS  | BR  | TO  | PPJ  |
| -------- | ------------- | --- | -- | ---- | ---- | ---- | ---- | ---- | --- | --- | --- | ---- |
| 1965–66  | San Francisco | 80  | –  | 37.4 | .439 | –    | .862 | 10.6 | 2.2 | –   | –   | 25.7 |
| 1966–67  | San Francisco | 78  | –  | 40.7 | .451 | –    | .884 | 9.2  | 3.6 | –   | –   | 35.6 |
| 1972–73  | Golden State  | 82  | –  | 37.5 | .452 | –    | .902 | 8.9  | 4.9 | –   | –   | 22.3 |
| 1973–74  | Golden State  | 80  | –  | 36.5 | .456 | –    | .899 | 6.8  | 6.1 | 2.1 | 0.5 | 25.1 |
| 1974–75  | Golden State† | 80  | –  | 40.4 | .464 | –    | .904 | 5.7  | 6.2 | 2.9 | 0.4 | 30.6 |
| 1975–76  | Golden State  | 81  | –  | 38.5 | .435 | –    | .923 | 6.1  | 6.1 | 2.5 | 0.3 | 21.0 |
| 1976–77  | Golden State  | 79  | –  | 36.8 | .440 | –    | .916 | 5.3  | 6.0 | 2.2 | 0.7 | 21.8 |
| 1977–78  | Golden State  | 82  | –  | 36.9 | .451 | –    | .924 | 5.5  | 5.4 | 1.9 | 0.5 | 23.1 |
| 1978–79  | Houston       | 80  | –  | 32.1 | .461 | –    | .947 | 3.5  | 6.3 | 1.2 | 0.5 | 13.5 |
| 1979–80  | Houston       | 72  | –  | 25.2 | .422 | .330 | .935 | 3.3  | 3.7 | 1.1 | 0.4 | 12.0 |
| Carreira | Carreira      | 794 | –  | 36.3 | .449 | .330 | .900 | 6.5  | 5.1 | 2.0 | 0.5 | 23.2 |
| All-Star | All-Star      | 7   | 6  | 27.8 | .486 | —    | .833 | 4.1  | 4.4 | 2.2 | 0.1 | 18.2 |

Playoffs
|  | MVP das finais |

| Ano      | Equipe        | PJ | MPJ  | AP   | 3P   | LL    | RT  | AS  | BR  | TO  | PPJ  |
| -------- | ------------- | -- | ---- | ---- | ---- | ----- | --- | --- | --- | --- | ---- |
| 1967     | San Francisco | 15 | 40.9 | .403 | –    | .809  | 7.5 | 3.9 | –   | –   | 34.7 |
| 1973     | Golden State  | 11 | 26.5 | .396 | –    | .909  | 4.9 | 2.2 | –   | –   | 16.4 |
| 1975     | Golden State† | 17 | 42.7 | .444 | –    | .918  | 5.5 | 6.1 | 2.9 | 0.9 | 28.2 |
| 1976     | Golden State  | 13 | 40.9 | .436 | –    | .882  | 6.5 | 6.5 | 2.9 | 1.1 | 24.0 |
| 1977     | Golden State  | 10 | 41.5 | .466 | –    | .909  | 5.9 | 4.7 | 1.7 | 0.7 | 28.4 |
| 1979     | Houston       | 2  | 32.5 | .320 | –    | 1.000 | 4.0 | 4.5 | 0.0 | 1.0 | 12.0 |
| 1980     | Houston       | 6  | 13.2 | .364 | .250 | 1.000 | 1.0 | 2.5 | 0.2 | 0.2 | 5.5  |
| Carreira | Carreira      | 74 | 36.8 | .426 | .250 | .875  | 5.6 | 4.6 | 2.2 | 0.8 | 24.8 |

## Estatísticas na ABA
| † | Campeão da temporada da ABA |
|   | Líder da liga               |

Temporada Regular
| Ano      | Equipe              | PJ  | MPJ  | AP   | 3P   | LL   | RT  | AS  | PPJ  |
| -------- | ------------------- | --- | ---- | ---- | ---- | ---- | --- | --- | ---- |
| 1968–69  | Oakland Oaks †      | 35  | 38.9 | .511 | .300 | .888 | 9.4 | 3.9 | 34.0 |
| 1969–70  | Washington Capitols | 52  | 35.6 | .499 | .205 | .864 | 7.0 | 3.4 | 27.7 |
| 1970–71  | New York Nets       | 59  | 42.4 | .469 | .221 | .890 | 6.8 | 5.0 | 29.4 |
| 1971–72  | New York Nets       | 80  | 45.2 | .458 | .308 | .878 | 7.5 | 4.1 | 31.5 |
| Carreira | Carreira            | 226 | 41.3 | .477 | .277 | .880 | 7.5 | 4.1 | 30.5 |
| All-Star | All-Star            | 4   | 20.5 | .432 | —    | .857 | 6.0 | 4.5 | 11.0 |

Playoffs
| Ano      | Equipe              | PJ | MPJ  | AP   | 3P   | LL   | RT   | AS  | PPJ  |
| -------- | ------------------- | -- | ---- | ---- | ---- | ---- | ---- | --- | ---- |
| 1969–70  | Washington Capitols | 7  | 43.1 | .532 | .333 | .912 | 10.0 | 3.3 | 40.1 |
| 1970–71  | New York Nets       | 6  | 47.8 | .519 | .519 | .814 | 11.7 | 4.0 | 33.7 |
| 1971–72  | New York Nets       | 18 | 41.6 | .473 | .377 | .856 | 6.5  | 3.8 | 30.8 |
| Carreira | Carreira            | 31 | 43.2 | .497 | .412 | .861 | 8.3  | 3.7 | 33.5 |

## Prêmios e Homenagens
NBA
- Campeão da NBA: 1975;

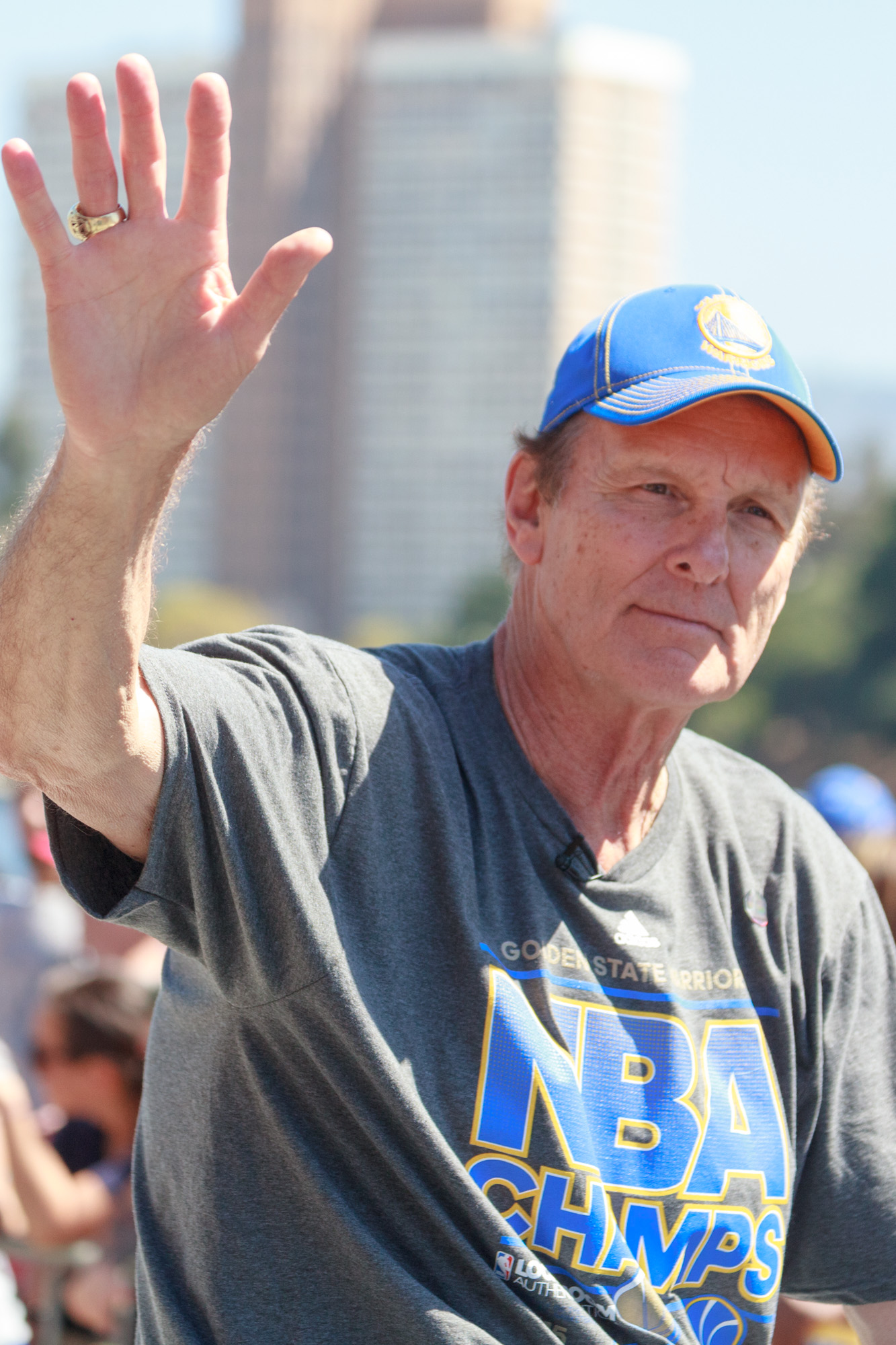
Rick Barry em 2015.

- NBA Finals Most Valuable Player Award (MVP das Finais): 1975
- NBA Scoring Champion: 1967;
- NBA Rookie of the Year: 1966;
- NBA All-Star Game MVP: 1967;
- 8x NBA All-Star: 1966, 1967, 1973, 1974, 1975, 1976, 1977, 1978
- 6x All-NBA Team:
  - Primeiro Time: 1966, 1967, 1974, 1975, 1976
  - Segundo Time: 1973
- NBA All-Rookie Team:
  - Primeiro Time: 1966
- Líder em roubos de bola na temporada: 1975;
- Um dos 50 grandes jogadores da história da NBA
- Um dos 75 grandes jogadores da história da NBA
- Número 24 aposentado pelo Golden State Warriors

ABA
- Campeão da ABA: 1969;
- 4x ABA All-Star: 1969, 1970, 1971, 1972
- 6x All-ABA Team:
  - Primeiro Time: 1969, 1970, 1971, 1972

Rrecordes
Pelos Warriors
- 7° com mais jogos na história da franquia: 642 jogos
- 3º com mais pontos na história da franquia: 16.447 pontos
- 5º com mais assistências na história da franquia: 3.247 assistências
- 7° com mais rebotes na história da franquia: 4.655 rebotes

## Destaques da Carreira
- Pontos - 25.729
- Pontos por jogo - 23,2
- Rebotes - 6.863
- Assistências - 4.952